# Cumberland (Rhode Island)
Pour les articles homonymes, voir Cumberland.
Cumberland est une ville de l'État de Rhode Island, aux États-Unis. Elle fut fondée en 1635 et incorporée en 1746.
Selon le recensement de 2010, Cumberland compte 33 506 habitants. La municipalité s'étend sur 28,26 milles carrés (73,19 km2), dont 26,45 milles carrés (68,51 km2) de terres.
La ville a donné son nom à une roche, la cumberlandite, minerai riche en fer et qui est aussi la State rock (en), roche officielle de l'État de Rhode Island.

## Villages
Cumberland comprend plusieurs villages sur son territoire : 
- Abbott Run
- Arnold Mills
- Ashton
- Berkeley
- Cumberland Hill
- Cumberland Mills
- Diamond Hill
- Grants Mills
- Lonsdale
- Valley Falls

## Personnalités liées à la ville
Le prédicateur appelé le Public Universal Friend est né à Cumberland en 1752.
L'homme politique Latimer Whipple Ballou (1812–1900) est né et a grandi à Cumberland.
Les réalisateurs Peter et Bobby Farrelly (Dumb and Dumber, Mary à tout prix) sont nés à Cumberland, Peter en 1956, Bobby en 1958.
Daniel McKee, gouverneur de Rhode Island, est né à Cumberland et en a été maire pendant plusieurs années.